# Villa La Angostura
Villa La Angostura is een plaats bij het Nahuel Huapi-meer in het Argentijnse bestuurlijke gebied Los Lagos in de provincie Neuquén. De plaats telt 7.301 inwoners en heeft een skioord.
Koningin Máxima heeft in Villa La Angostura twee percelen grond in bezit met een totale oppervlakte van 3000 m². Haar broer Martin heeft er een restaurant.